# Legacy of Magic
Legacy of Magic è un gioco di ruolo online in lingua italiana fruibile all'indirizzo https://www.legacyofmagic.com
Il gioco è strutturato attraverso delle schede personaggio e delle chat.
La community di giocatori che lo anima è attiva dal 2005 e l'attuale sito è stato pubblicato online nel 2015.
Il mondo di fantasia in cui agiscono gli alter ego virtuali dei giocatori è un continente denominato Aengard, bagnato in larga parte da uno sconfinato Mare Aperto.

## Origini
Legacy of Magic deriva dalla precedente community di gioco online denominata Lande di Shannara e liberamente ispirata all'omonima saga.
Da quest'ultima ha attinto parte del codice sorgente su cui si basa il gioco online e, almeno inizialmente, lo "zoccolo duro" dei propri utenti online.

## Il presente
Il sito è attualmente ospitato su un server dedicato Aruba e viene autofinanziato dalla community tramite donazioni spontanee.
La community di gamers sulla pagina ufficiale Facebook del gioco Legacy of Magic - Il gioco di ruolo online conta più di 3000 persone.
Secondo il portale italiano dei giochi di ruolo online Gdr-Online, Legacy of Magic è al momento nella TOP 3 dei giochi di ruolo "play by chat" per quanto riguarda la categoria Fantasy classico e risulta il primo classificato in base alla valutazione media dell'utenza.
L'azienda digitale Thawte certifica la https://sealinfo.thawte.com/thawtesplash?form_file=fdf/thawtesplash.fdf&dn=WWW.LEGACYOFMAGIC.COM&lang=it della crittografia utilizzata sul sito per l'autenticazione e l'integrità dei dati inseriti dall'utente.

## Modalità di gioco
Questo gioco di ruolo online ha alcuni punti in comune con gli analoghi giochi da tavolo, quali
- la possibilità di creare un Personaggio completo di caratteristiche (Forza, Mente, Destrezza) e abilità, che è possibile accrescere man mano che si gioca;
- l’opportunità di sviluppare il Personaggio anche tramite la possibilità di aprire una bottega, commerciare e acquistare dimore e castelli;
- avventure gestite da Master, che fungono sia da voci narranti, che da arbitri delle situazioni di gioco più complesse.

Se queste sono le analogie con i giochi da tavolo, la principale peculiarità che differenzia un "play by chat" dai giochi cartacei è la fruibilità 24 ore su 24, 7 giorni su 7, tramite uno Staff organizzato in modo da garantire la presenza di moderatori e master in qualunque orario e data.
Tecnicamente si gioca tramite il proprio browser di navigazione, utilizzando lo strumento delle chat room, attraverso un sistema di regole e convenzioni che consentono di relazionare fra loro i personaggi mossi dai giocatori. Si interpreta dunque un personaggio fittizio in un'ambientazione di genere fantasy, descrivendone le azioni e i discorsi per mezzo di chat testuali, in cui si interagisce con i personaggi degli altri giocatori connessi online.
Oltre alle classiche avventure di combattimento o esplorazione, l'esperienza di gioco su Legacy of Magic include il rapporto fra nobili e lavoranti terrieri, l'artigianato e relativo commercio, è possibile acquistare dimore e castelli, ci sono accademie per eruditi e per maghi, è possibile far parte di misteriose sette segrete o alternativamente divenire guaritori, artisti itineranti, sacerdotesse di una delle sette Divinità e molti altri ruoli di questo mondo di fantasia.
Sono presenti dodici differenti razze fantasy interpretabili, e al momento dell'iscrizione si può scegliere tra sei di esse. La scelta delle rimanenti sei razze è inizialmente preclusa poiché di più complessa interpretazione, che richiede maggiore esperienza ludica in questo settore.
Sono presenti poi varie corporazioni, sia sotto forma di gilde medievali che di clan razziali, attraverso le quali i giocatori possono aggregarsi e mettere in comune conoscenze e risorse per perseguire obiettivi comuni.